# 南涌

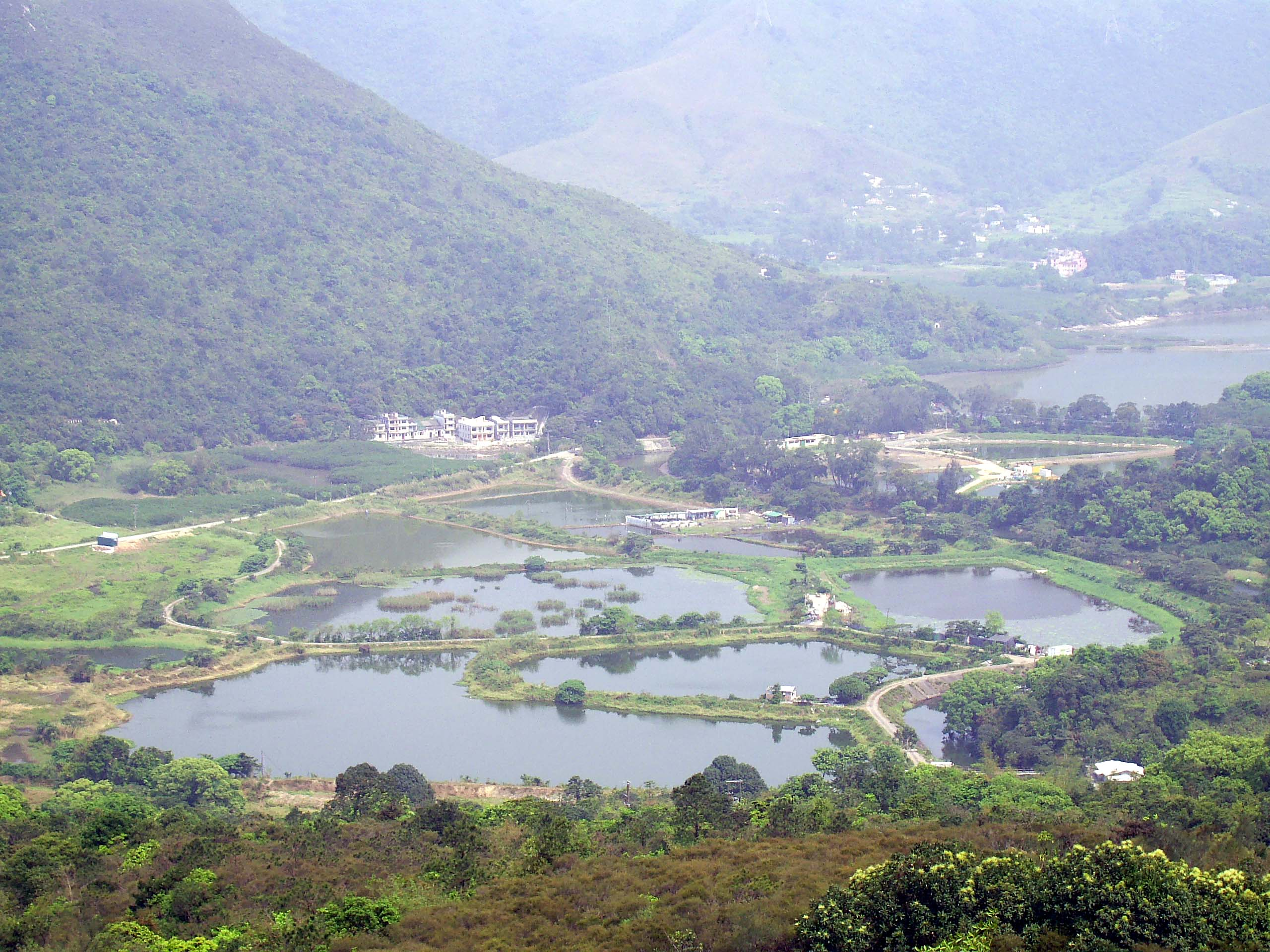
南涌

南涌（英語：Nam Chung）是香港新界北區的一個地方，位於鹿頸以西，與沙頭角海西南岸為鄰，為香港著名的垂釣地點，另一方面，南涌也是衛奕信徑的終點及南涌郊遊徑的起點。
南涌有屏南石澗與屏嘉石澗兩大石澗，當中有不同大小並且互通的壺穴，最大的壺穴直徑達1.5米。溪澗往下匯聚至南涌河，河水挾帶沙泥漫流，形成泛濫平原。

## 原居民鄉村
南涌有楊屋、鄭屋、羅屋、李屋及張屋，是客家五姓氏原居民，祖籍皆為嘉應五華；山上之老龍田村曾經為羅氏所居，後來於20世紀初舉村遷到南涌村現址。早年南涌居民多以務農為生，後來轉往外謀生，農田被荒棄，近年已闢作漁塘供消閒垂釣。

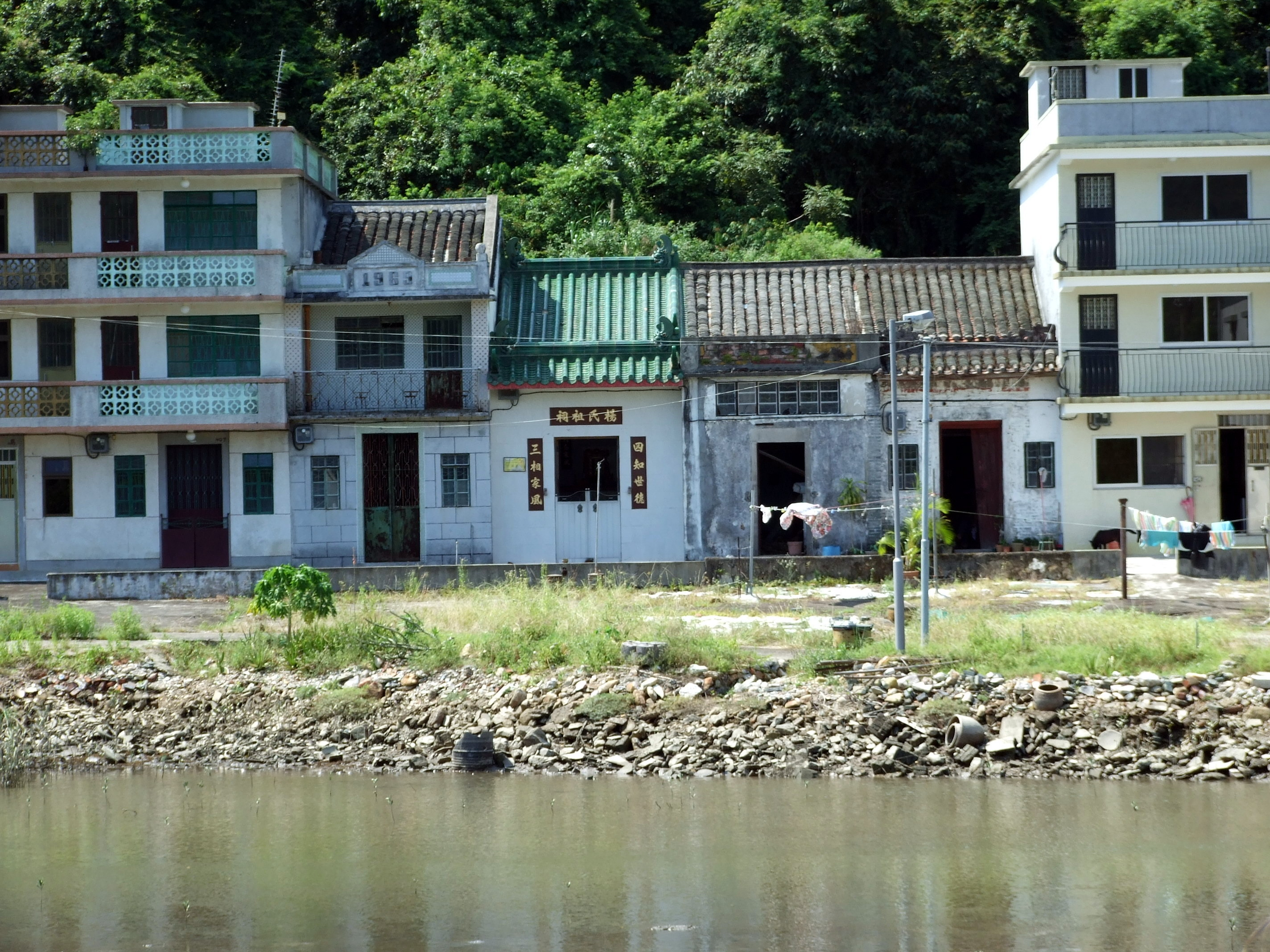
楊屋
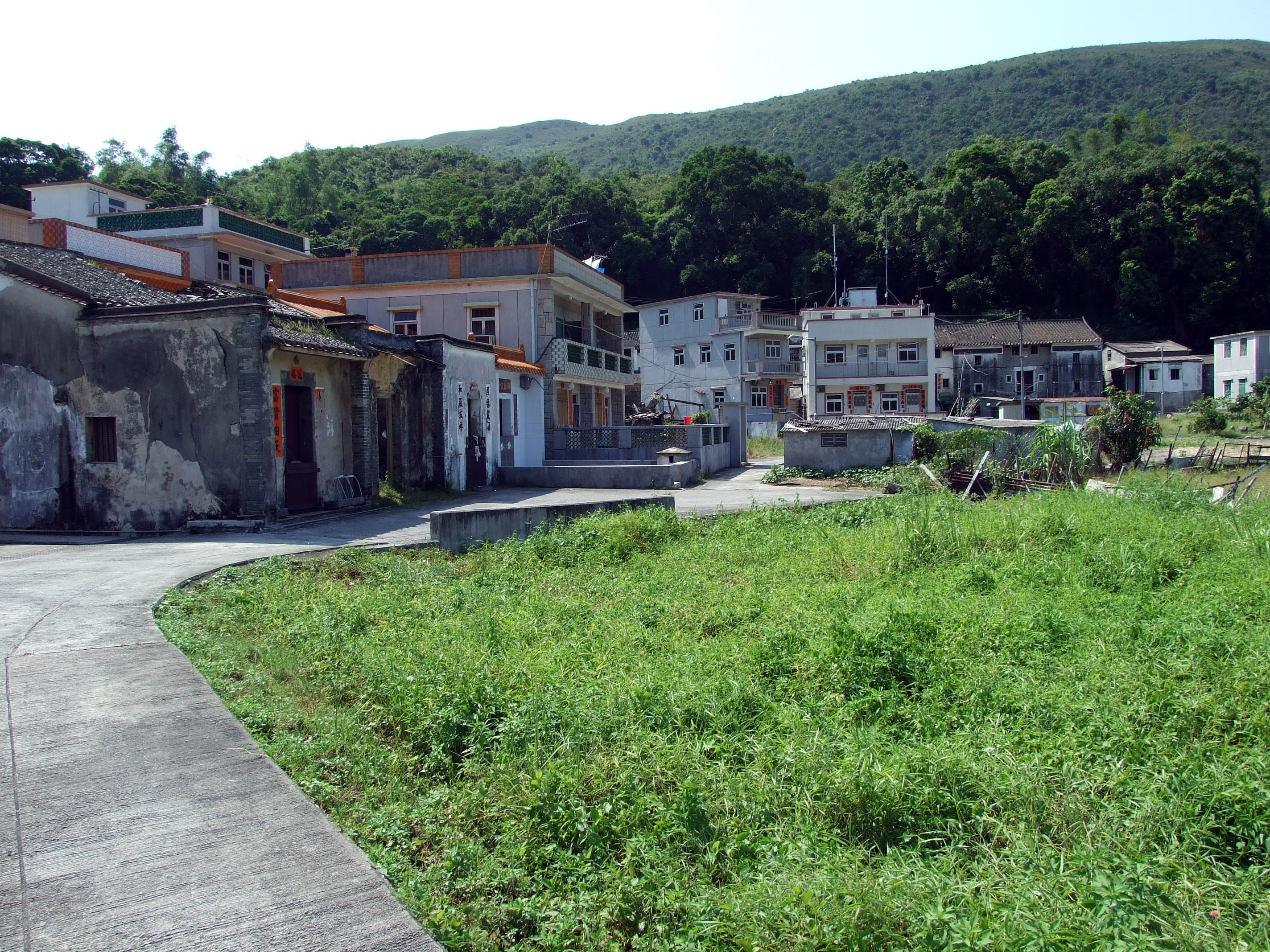
鄭屋
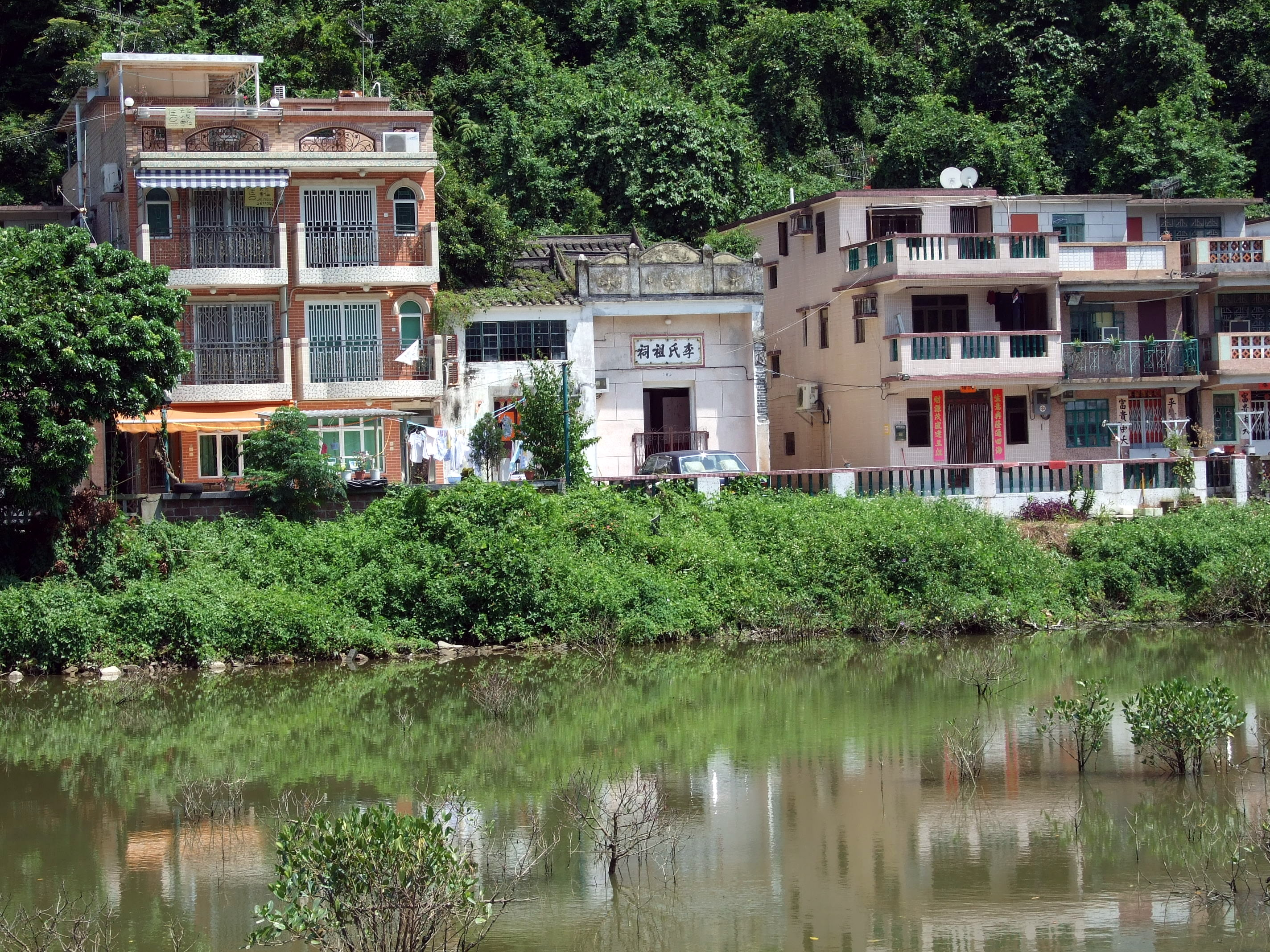
李屋
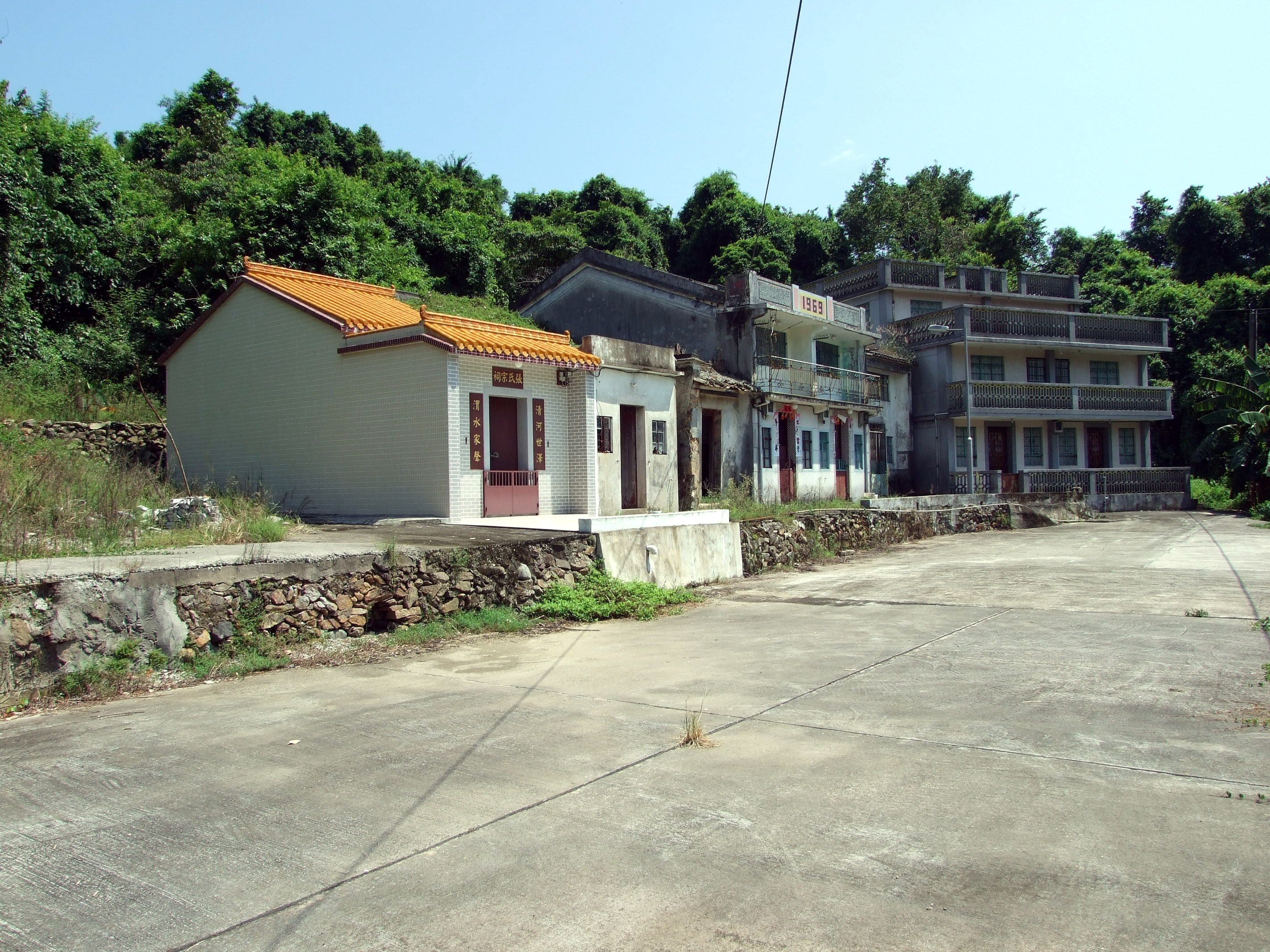
張屋

## 宗教建築
南涌協天宮是一座歷史悠久的關帝廟，歷史可追溯到明朝末年，位於南涌鄭屋。南涌天后宮及觀音堂位於沙頭角海岸邊，是典型的望海天后宮，廟前更可遠眺深圳梧桐山、鹽田海岸山之自然宏偉景色，除主神天后娘娘外，亦供奉觀音、消災延壽藥師佛、九天玄女、張仲景醫師、何仙姑及河神龍王。

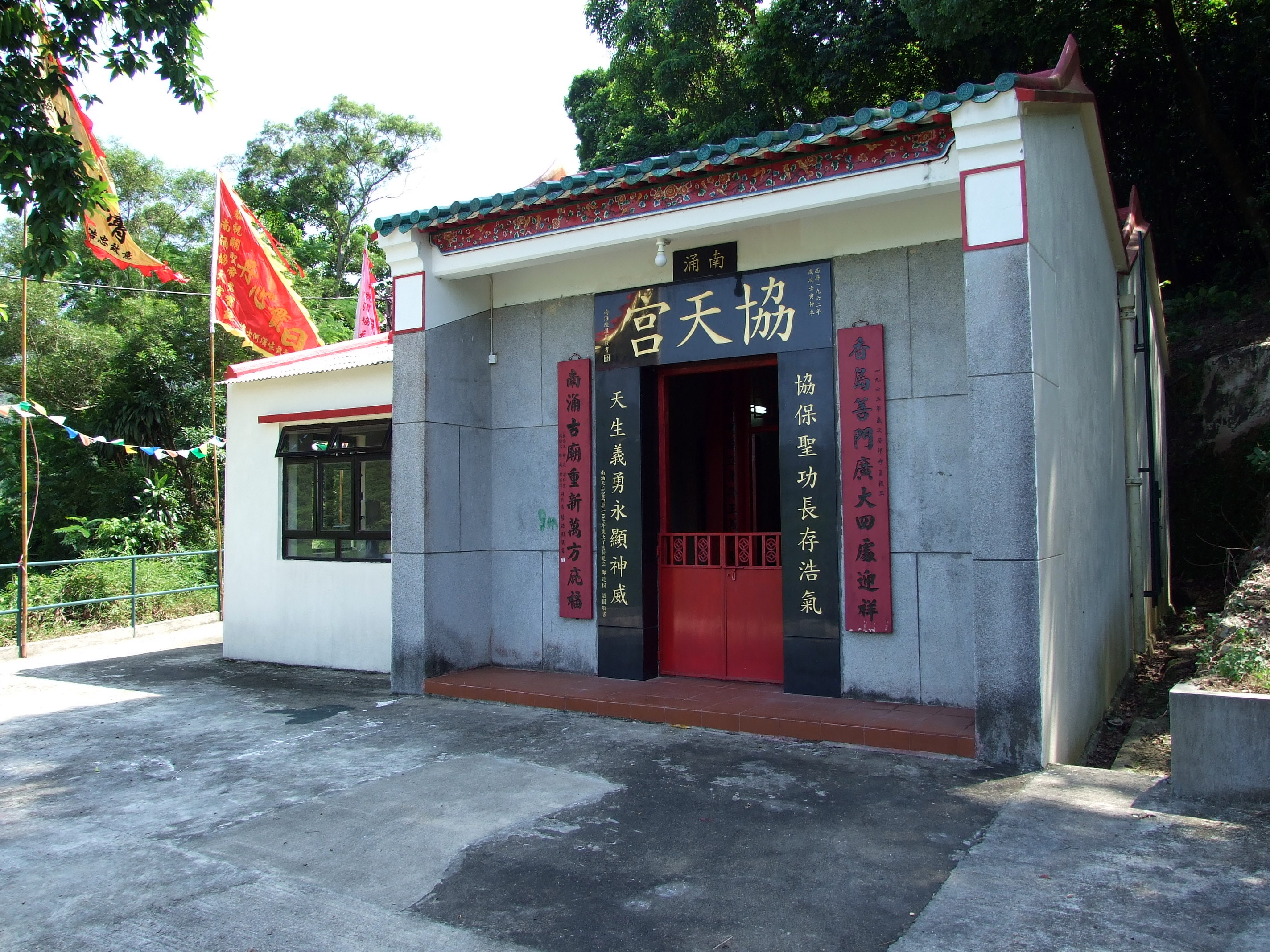
南涌協天宮
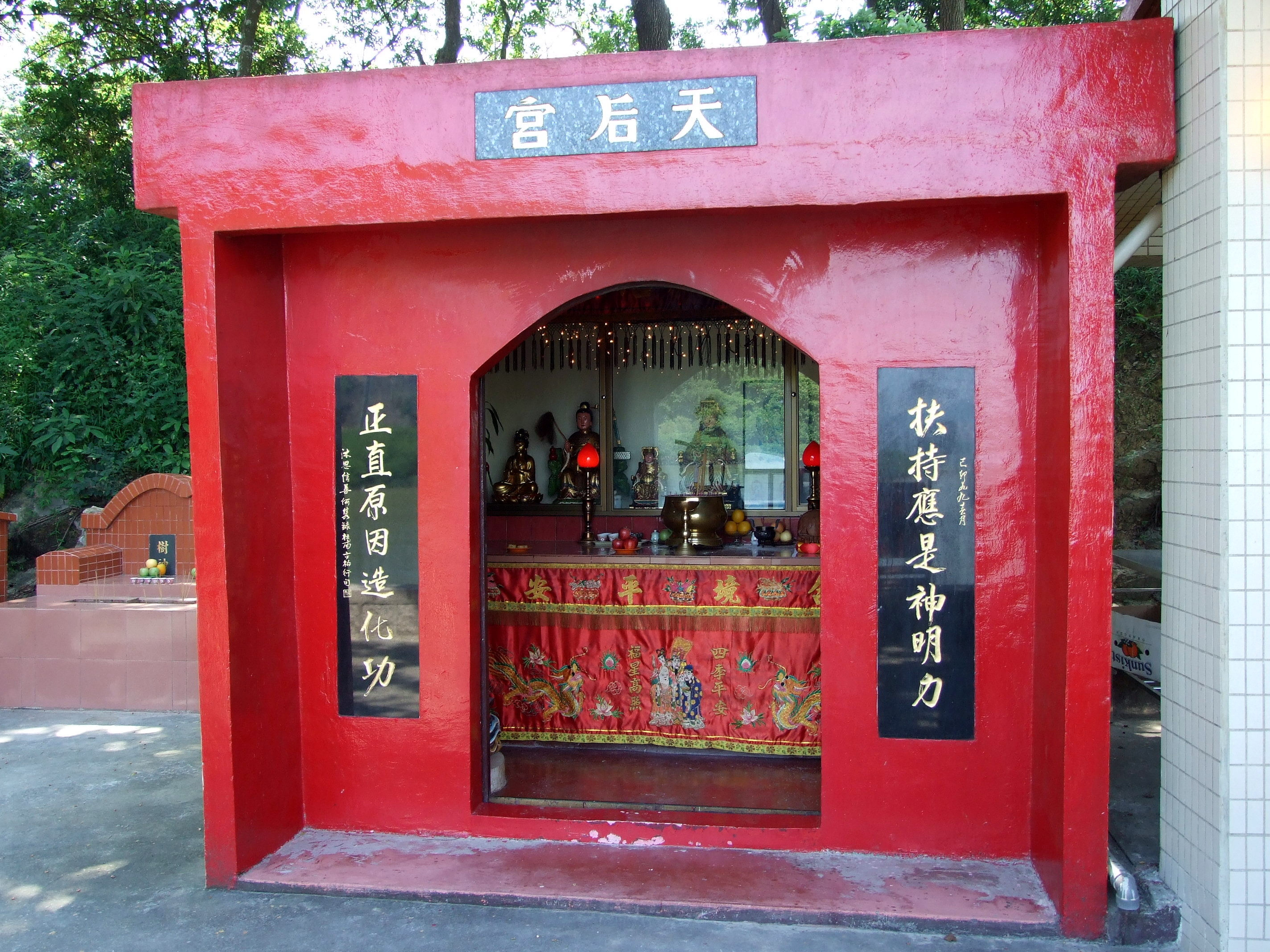
南涌天后宮
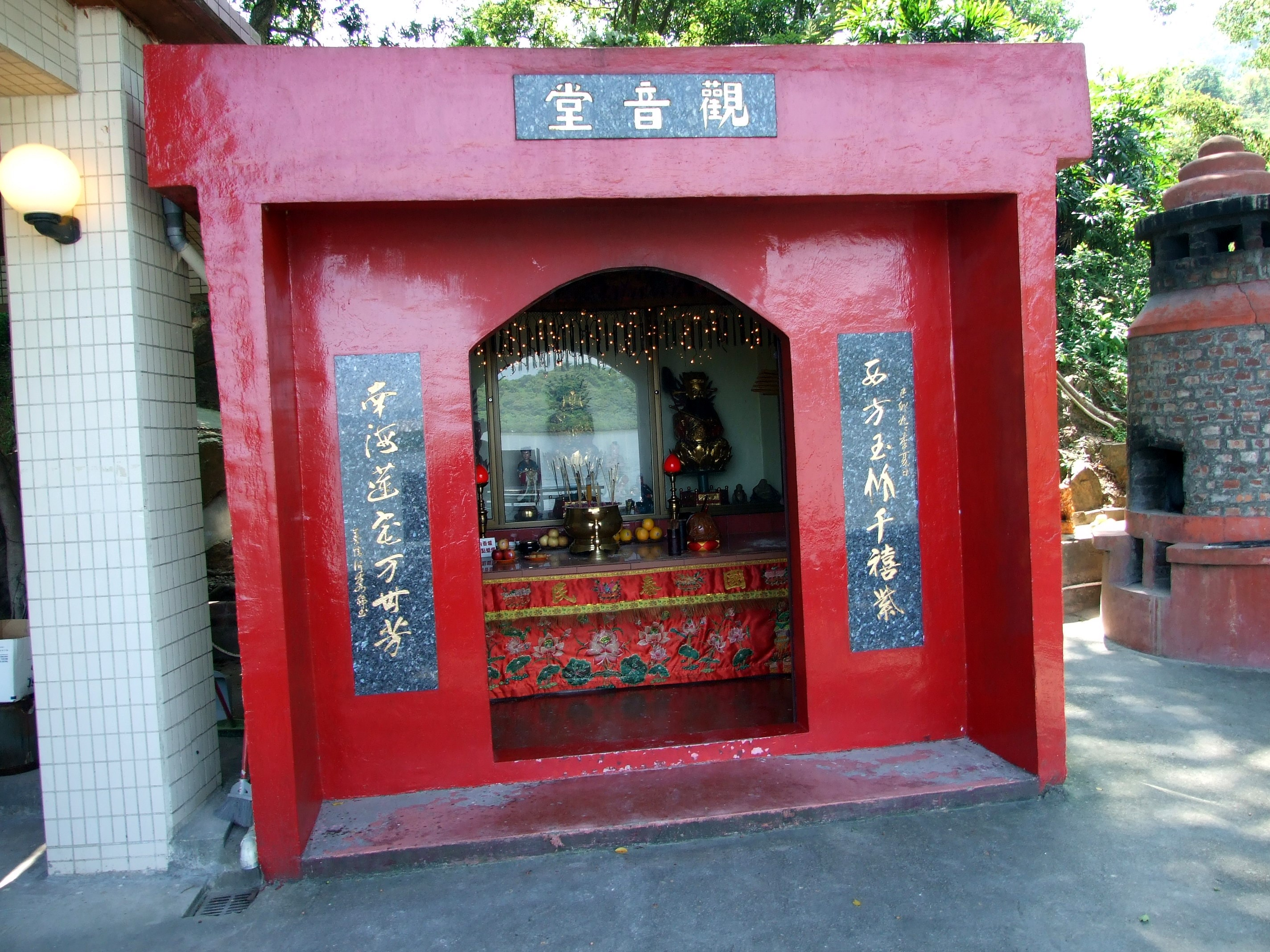
南涌觀音堂
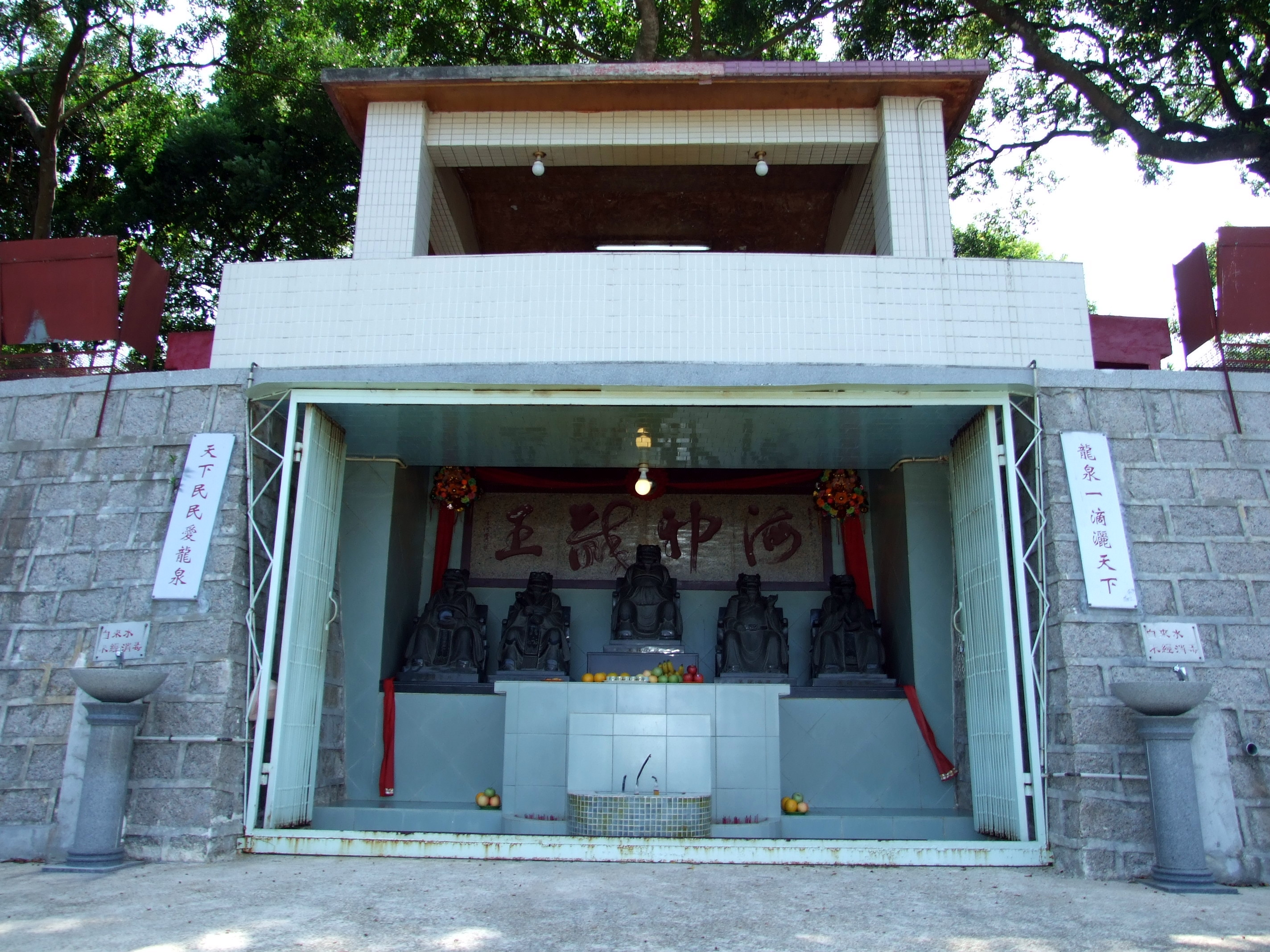
海神龍王神龕

## 社區設施
位於衛奕信徑終點，鹿頸路旁之小公園旁邊（即南涌天后宮入口對面小泊車位旁，南涌河河口後面）有一座區域市政局遺產——旱廁被改建為水廁（編號：N-100），於2006年仲春重新開放予市民使用；廁所內男女各有一座沖水式坐廁馬桶、電子感應控制水龍頭、乾手機，女廁之廁格比例增倍，與男士比例為３：２。

## 外部連結
- 山水傳奇(2009)：鳥語流水間－南涌
- 南涌:http://www.oasistrek.com/nam_chung.php （页面存档备份，存于）